# Juliette Colbert

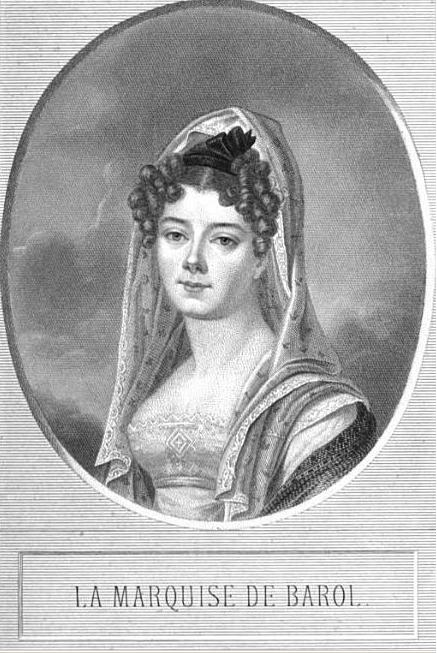

Juliette Colbert markiezin van Barolo (Maulévrier, 1785 - 1864) was een Frans-Italiaanse Rooms-Katholieke weldoenster en ordestichter. Ze werkte samen met Don Bosco en werd in 2015 door paus Franciscus eerbiedwaardig verklaard.
Juliette Colbert werd geboren in Frankrijk, waar ze haar echtgenoot Carlo Tancredi Falletti markies van Barolo ontmoette. Ze vestigden zich in Barolo waar ze wijn verbouwden. Het diepgelovig echtpaar zette zich in voor de armen in Turijn en omstreken. Na de dood van haar echtgenoot bleef ze zich inzetten. Ze richtte opvanghuizen voor gehandicapte meisjes en alleenstaande moeders op en stichtte twee religieuze congregaties. Ook stichtte ze een meisjesschool en zette zich in voor een hervorming van het gevangeniswezen.
De markiezin di Barolo wordt gerekend tot de sociale heiligen van Turijn, die zich rond Don Bosco inzetten voor de arme bevolking van Turijn, in een tijd waarin de stad door de industrialisering geplaagd werd door armoede, criminaliteit en prostitutie. Er werd een procedure opgestart om haar heilig te laten verklaren en op 5 mei 2015 werd hierin een eerste stap gezet toen ze door paus Franciscus eerbiedwaardig werd verklaard.